# Inquisición (groupe)
Pour les articles homonymes, voir Inquisición.
Ne doit pas être confondu avec Inquisition (groupe).
Inquisición est un groupe de heavy metal chilien. Le groupe est issu de la première vague du heavy metal des années 1990,,.

## Biographie
Inquisición est formé en juin 1993, lorsque Manolo Schafler, alors membre du groupe Torturer, décide de former officiellement son projet de heavy metal ; il décide de contacter le batteur Carlos Hernández avec qui il répète depuis 1992. À la fin de 1993, Santa Inquisición (nom d'origine) fait participer Gonzalo Ruiz Tagle à la basse et, après quelques concerts en trio, le groupe consolide sa formation avec l'arrivée de Freddy Alexis au chant à la mi-1994. 
Au début de 1995, le nom est réduit à Inquisición. En février la même année, ils entrent en studio pour enregistrer quatre morceaux qui deviendront leur première démo. 
En 2011, ils ouvrent en concert pour Blind Guardian, au Chili, le 31 août 2011, et pour Judas Priest et Whitesnake le 20 septembre 2011. Inquisición est invité au Metal Fest 2013, auquel ils jouent les 13 et 14 avril, et à la Movistar Arena de Santiago, avec notamment Twisted Sisters et Sodom.
Au second semestre de 2012, prépare les morceaux de son prochain album, annoncé pour 2013. Il a pour titre Codex Gigas et s'inspire du manuscrit homonyme. Les morceaux de batterie sont enregistrés à Los Angeles, en Californie, par le batteur chilien Nico Saavedra.
L'album est publié au label Australis Records le 29 mars 2014 en formats vinyle, digipack et cassette audio. Puis la même année, le groupe ouvre pour Omen et Manilla Road, avec leur nouveau batteur et professeur Ignacio García de Cortázar.
En décembre 2016 sort Preacher and Lust en format vinyle en Europe, et en CD au Chili et en Argentine. Il est publié par le label Metal Blade Records,.

## Membres

### Membres actuels
- Manolo Schäfler - guitare (depuis 1993)
- Freddy Alexis - chant (1994-1999, 2000, 2006, depuis 2016)
- Rolo Jeldres - basse (1995, depuis 2016)
- Ignacio García de Cortázar - batterie (depuis 2014)

### Anciens membres
- Carlos Hernández - batterie (1993-2004, 2006-2011)
- Cristian Carrasco - batterie (2011-2012)
- Juan Osorio - batterie (2004-2006, 2013-2014)
- Paulo Domic - chant (2001-2006, 2007-2015)
- Pedro Galán - chant (1999-2000)
- Gonzalo Ruiz-Tagle - basse (1993-1994)
- Cristian Maturana - basse (1996-2008, 2013-2016)
- Felipe Leyton - basse (2009)
- Thom Frost - basse (2009)
- Rodrigo García - basse (2011-2012)

## Discographie
- 1995 : Demo EP
- 1996 : Steel Vengeance
- 1997 : In Nomini (compilation)
- 1998 : Black Leather from Hell
- 2001 : Live Posthumous
- 2004 : Metal Genocide
- 2010 : Opus dei
- 2014 : Codex Gigas
- 2016 : Preacher and Lust